# دوري أنتيغوا وباربودا لكرة القدم
دوري أنتيغوا وباربودا لكرة القدم : هو الدوري الوطني لكرة القدم في أنتيغوا وباربودا، البطل الحالي هو نادي بارهام.